# Flavio Castellanos
Flavio Castellanos (Andalgalá, 3 de abril de 1858 - San Fernando del Valle de Catamarca, 15 de agosto de 1928) fue un maestro y político argentino, que ejerció como gobernador de la provincia de Catamarca a fines del siglo XIX.

## Biografía
Era hijo de Adolfo Castellanos y Argentina Díaz. Estudió en la Escuela Normal de Paraná, de la que egresó con los títulos de maestro y profesor. De regreso a su provincia fue profesor en el Colegio Nacional y en la Escuela Normal de Catamarca. Fue también diputado provincial.
Fue elegido gobernador en 1897, y asumió, acompañado de Dermidio Galíndez como vicegobernador.
Durante su gestión se inauguró el seminario conciliar de Catamarca y la Casa Episcopal. Se fijaron normas de procedimientos policiales y judiciales, se reglamentó la habilitación del título de abogado provincial y se sancionó una nueva ley de imprenta.
El 22 de septiembre de 1899 estalló una revolución, organizada por la llamada "Unión Provincial", partido de alcance local opuesto al gobernador y al influyente senador Julio Herrera. Tras varios encuentros en que murieron más de cuarenta personas, el gobierno logró sostenerse; pero el Congreso sancionó la intervención federal de la provincia. El interventor Benjamín Figueroa declaró caducos todos los poderes de la provincia y llamó a elecciones, en las cuales triunfó el binomio formado por Guillermo Correa y Deodoro Maza, que asumieron el gobierno en mayo de 1900.
Tras su paso por la política, Castellanos volvió a la docencia. El presidente Roca lo nombró Inspector de Escuelas Nacionales para la provincia de Santa Fe. Escribió varios textos escolares.
Falleció en agosto de 1928.